# توماس مونتجومري غريغوري
توماس مونتجومري غريغوري (بالإنجليزية: Thomas Montgomery Gregory)‏ هو كاتب أمريكي، ولد في 31 أغسطس 1887، وتوفي في 21 نوفمبر 1971.